# Ersilia Caetani-Lovatelli

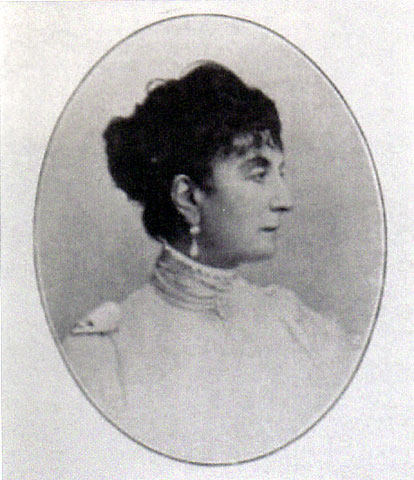
Caetani-Lovatelli (1879)

Ersilia Caetani-Lovatelli (* als Ersilia Caetani am 12. Oktober 1840 in Rom; † 22. Dezember 1925 ebenda) war eine italienische Klassische Archäologin. Ihr Salon in Rom war lange Zeit ein kultureller Mittelpunkt der Stadt.

## Leben
Contessa Ersilia Caetani-Lovatelli war die Tochter von Michelangelo Caetani, Duca di Sermoneta und Principe di Teano, einem angesehenen Danteforscher und dessen Frau, die der polnischen Adelsfamilie Rzewuski entstammte. Die Familie der Caetani war eine alte, einflussreiche römische Adelsfamilie. Obwohl die Mutter schon früh verstarb, hatte sie mit ihrer kunstsinnigen Art großen Einfluss auf ihre Tochter. Caetani wurde durch Hauslehrer unterrichtet und bildete sich danach, da Frauen in Italien noch nicht studieren durften, selbst fort. 1859 heiratete sie mit Giacomo Lovatelli einen Spross einer weiteren bedeutenden römischen Adelsfamilie. Da sie beide dieselben Interessen teilten, unterstützte ihr Mann ihre Arbeiten. Ihre Tochter erhielt den altrömischen Namen Callista. Neben ihren Studien führte Ersilia Caetani-Lovatelli einen international viel besuchten und hoch angesehenen Salon. Nachdem ihr Mann 1870 verstorben war, führte sie allein ihre Studien weiter, ohne jedoch selbst noch das Haus zu verlassen. Insbesondere deutsche Gäste wie Eduard Gerhard, Theodor Mommsen, Ferdinand Gregorovius, Georg Karo, Ludwig Curtius, Wilhelm Henzen und Ludwig Pollak sowie Italiener wie Giovanni Battista de Rossi, Rodolfo Lanciani und Carlo Lodovico Visconti waren häufig bei ihr zu Gast. Die guten Beziehungen nach Deutschland gipfelten in der Verleihung der Ehrendoktorwürde der Friedrichs-Universität Halle im Jahr 1894. Sie wurde schon 1864 Ehrenmitglied des Instituto di corrispondenza archeologica und 1879 auf Betreiben von Quintino Sella als erste Frau Mitglied der Accademia dei Lincei.
Caetani-Lovatelli galt als hervorragende Wissenschaftlerin. Sie verfasste mehrere Bücher und viele Artikel zur römischen Antike. Dabei konnte sie auf ihre große Materialkenntnis und ihre Sprachkenntnisse des Latein, Altgriechischen und Sanskrit zurückgreifen. Besonders interessierte sie sich für den römischen Alltag. Die größten Kenntnisse hatte sie in den Bereichen des Zirkuswesens, römischer Trachten, Feste, Kinderspielzeug und der griechischen und römischen Grabsitten, vor allem der Katakomben, aber auch des Todes im Allgemeinen bis hin zu philosophischen Studien zu diesem Thema.

## Mitgliedschaften
- Instituto di corrispondenza archeologica (1864)
- Accademia dei Lincei (1879)
- Accademia Pontaniana in Neapel (1879)
- Accademia di San Luca (1880)
- Reale accademia di scienze, lettere e arti in Modena (1882)
- Società Reale di Napoli (1891)
- Société des antiquaires de France (1893)
- Accademia della Crusca (1893)[2]
- Altertumsgesellschaft Prussia in Königsberg (1894)
- Ateneo di scienze, lettere a arti di Bergamo (1902)
- Österreichisches Archäologisches Institut (1908)
- Reale accademia di Palermo (1910)

## Schriften (Auswahl)
- Thánatos. Tipografia della R. Accademia dei Lincei, Rom 1888
- Antichi monumenti illustrati. Tipografia della R. Accademia dei Lincei, Rom 1889
- Scritti vari. Tipografia della R. Accademia dei Lincei, Rom 1898
- Attraverso il mondo antico. Loescher, Rom 1901
- Ricerche archeologiche. Loescher, Rom 1903
- Varia. Loescher, Rom 1905
- Passeggiate nella Roma antica. Loescher, Rom 1909
- Aurea Roma. Loescher, Rom 1915